# Lawrence Kohlberg
Lawrence Kohlberg (Bronxville, 25 oktober 1927 – Boston, 19 januari 1987) was een Amerikaanse psycholoog. Hij is bekend vanwege zijn stadiumtheorie over de morele ontwikkeling van kinderen, adolescenten en volwassenen. Kohlberg bouwde voort op het werk van Jean Piaget en verdeelde in zijn theorie de morele ontwikkeling in drie niveaus, met elk twee fases.

## Biografie
Kohlberg is opgegroeid in een rijk gezin in New York (Bronxville). Gedurende de Tweede Wereldoorlog werkte Kohlberg als ingenieur op een vrachtschip. In 1948 promoveerde hij aan de Universiteit van Chicago op een studie naar de ontwikkeling van het morele denken bij kinderen. In 1962 begon hij les te geven aan de Universiteit van Chicago. In 1968 werd hij hoogleraar onderwijskunde en sociale psychologie aan de Harvard-universiteit. Daar ontmoette hij Carol Gilligan met wie hij een tijd samenwerkte. Zij leverde later grote kritiek op Kohlbergs model dat in haar ogen te veel uitging van de mannelijke moraal (rechtvaardigheid) en te weinig aandacht had voor vrouwelijke waarden (zorg).
Veel indruk op Kohlberg maakte zijn bezoek aan een Israëlische kibboets in 1969. Het inspireerde hem tot het oprichten van een op nieuwe leest geschoeide school, de Cluster School, waarin op vertrouwen gebaseerde relaties en democratie erg belangrijk waren. 
In 1971 kreeg Kohlberg een tropische ziekte toen hij in Belize cross-cultureel onderzoek deed. Als gevolg daarvan had hij gedurende de 16 daarop volgende jaren last van depressie en fysieke pijn. Op 19 januari 1987 pleegde Kohlberg zelfmoord door zich te verdrinken in de haven van Boston, niet ver van het ziekenhuis waar hij in behandeling was. Hij was op dat moment 59 jaar oud.